# Walter Janssen
Walter Janssen, nato Walter Philipp Janßen (Krefeld, 7 febbraio 1887 – Monaco di Baviera, 1º gennaio 1976), è stato un attore e regista tedesco.

## Biografia
Nato nella Renania Settentrionale-Vestfalia a Krefeld, iniziò a recitare nel 1906 a Francoforte sul Meno continuando poi a Kassel e quindi a Monaco di Baviera. Nel 1919, lavorò al Deutsches Theater di Berlino, andando in tournée a Londra.
Nel 1917, aveva fatto la sua prima apparizione sullo schermo. Dopo una breve interruzione, riprese a recitare per il cinema nel 1919, nel ruolo del titolo in Der Tänzer, un film diretto da Carl Froelich e interpretato da Lil Dagover. Apparve anche in Destino di Fritz Lang. Dagli anni venti fino alla fine della seconda guerra mondiale, prese parte a una novantina di pellicole, debuttando come regista nel 1934. Nel dopoguerra, proseguì la carriera cinematografica e teatrale. Negli anni sessanta, apparve anche in televisione. Il suo ultimo ruolo teatrale fu nel 1971 ne Il giardino dei ciliegi al Deutsches Schauspielhaus di Amburgo. L'anno prima, era apparso per l'ultima volta sul grande schermo nel ruolo di padre Georg in Something for Everyone, una commedia nera che aveva come protagonisti Angela Lansbury e Michael York, girata in Baviera.
Walter Janssen morì all'età di 88 anni il 1º gennaio 1976; venne sepolto a Unterschleißheim, nei pressi di Monaco.

## Filmografia

### Attore (parziale)
- Die entschleierte Maja, regia di Ludwig Beck (1917)
- Der Tänzer, regia di Carl Froelich (1919)
- Die Verwandlung, regia di Karl Heinz Martin (1920)
- Toteninsel, regia di Carl Froelich (1921)
- Destino (Der müde Tod), regia di Fritz Lang (1921)
- Irrende Seelen, regia di Carl Froelich (1921)
- Jenseits des Stromes, regia di Ludwig Czerny (1922)
- Luise Millerin, regia di Carl Froelich (1922)
- Peter der Große, regia di Dimitri Buchowetzki (1922)
- Herzog Ferrantes Ende, regia di Paul Wegener e (non accreditato) Rochus Gliese (1922)
- La Bohème (Bohème - Künstlerliebe), regia di Gennaro Righelli (1923)
- Die Liebe einer Königin, regia di Ludwig Wolff (1923)
- Karusellen, regia di Dimitri Buchowetzki (1923)
- Schatten der Weltstadt, regia di Willi Wolff (1925)
- Tragödie, regia di Carl Froelich (1925)
- Fräulein Mama, regia di Géza von Bolváry (1926)
- Das Haus der Lüge, regia di Lupu Pick (1926)
- Die tolle Herzogin, regia di Willi Wolff (1926)
- Frauen der Leidenschaft, regia di Rolf Randolf (1926)
- Zopf und Schwert - Eine tolle Prinzessin, regia di Victor Janson e Rudolf Dworsky (1926)
- Bara en danserska, regia di Olof Molander (1926)
- Pique Dame, regia di Aleksandr Razumnyj (1927)
- Maria Stuart, Teil 1 und 2, regia di Friedrich Fehér, Leopold Jessner (1927)
- Die kleine Sklavin, regia di Jacob Fleck e Luise Fleck (1928)
- Die weißen Rosen von Ravensberg, regia di Rudolf Meinert (1929)
- Schwarzwaldmädel, regia di Victor Janson (1929)
- La notte è nostra (Die Nacht gehört uns), regia di Carl Froelich e Henry Roussel (1929)
- Die Frau ohne Nerven, regia di Willi Wolff (1930)
- Due cuori a tempo di valzer (Zwei Herzen im Dreiviertel-Takt), regia di Géza von Bolváry (1930)
- Nur Du, regia di Hermann Feiner, Willi Wolff (1930)
- Die singende Stadt, regia di Carmine Gallone (1930)
- Alle soglie dell'impero (Das Flötenkonzert von Sans-souci), regia di Gustav Ucicky (1930)
- Kaiserliebchen, regia di Hans Tintner (1931)
- Königin einer Nacht, regia di Fritz Wendhausen (1931)
- Die Faschingsfee, regia di Hans Steinhoff (1931)
- Jeder fragt nach Erika, regia di Frederic Zelnik (1931)
- Strohwitwer, regia di Georg Jacoby (1931)
- Das Konzert, regia di Leo Mittler (1931)
- Il generale York (Yorck), regia di Gustav Ucicky (1931)
- Der Choral von Leuthen, regia di Carl Froelich e Arzén von Cserépy (1933)
- Lachende Erben, regia di Max Ophüls (1933)
- Wege zur guten Ehe, regia di Adolf Trotz (1933)
- Schwarzwaldmädel, regia di Georg Zoch (1933)
- Um ein bisschen Glück, regia di von Lukawieczky (1933)
- Der Herr der Welt, regia di Harry Piel (1934)
- Mascherata (Maskerade), regia di Willi Forst (1934)
- I due re (Der alte und der junge König), regia di Hans Steinhoff (1935)
- Episodio (Episode), regia di Walter Reisch (1935)
- La donna del mio cuore (Liebesleute), regia di Erich Waschneck (1935)
- Fridericus, regia di Johannes Meyer (1937)
- Orchidea rossa (Rote Orchidee), regia di Nunzio Malasomma (1938)
- Ein ganzer Kerl, regia di Fritz Peter Buch (1939)
- Io accuso (Ich klage an), regia di Wolfgang Liebeneiner (1941)
- Avventura di lusso (Ein Zug fährt ab), regia di Johannes Meyer (1942)
- Diesel, regia di Gerhard Lamprecht (1942)
- Schwarz auf Weiß, regia di E.W. Emo (1943)
- Begierde, regia di Karl Georg Külb (1951)
- Ihr 106. Geburtstag, regia di Günther Lüders (1958)
- Sissi e il granduca (Alt Heidelberg), regia di Ernst Marischka (1959)
- Something for Everyone, regia di Harold Prince (1970)

### Regista
- Schön ist es, verliebt zu sein (1934)
- Rosen aus dem Süden (1934)
- Alle Tage ist kein Sonntag (1935)
- Wer wagt - gewinnt (1935)
- La contessa e il guardiacaccia (Leidenschaft) (1940)
- Die Alm an der Grenze (1951)
- Hänsel und Gretel (1954)
- Rotkäppchen (1954)